# Ismahane Lahmar
Ismahane Lahmar es una cineasta y guionista franco-tunecina. Es más conocida como directora de cortos y largometrajes aclamados por la crítica como Rainbow, WOH! y Breaking News.

## Biografía
Lahmar nació el 25 de octubre de 1982 en París, Francia de padres tunecinos. Sin embargo, se mudó a Túnez y vivió allí con sus abuelos hasta los ocho años. Luego regresó a Francia.

## Carrera
Después de regresar a Francia, se matriculó en la Universidad de París XII para estudiar economía. Tras culminar la licenciatura en Economía y Administración, se mudó para estudiar Idiomas Extranjeros con su hermana. A mediados del año universitario, se fue de viaje a Canadá y se unió a un amigo cantante en una gira por Quebec. Durante ese período, comenzó a dirigir películas.
Se formó en interpretación y teatro en la Escuela Superior de Producción Audiovisual (ESRA) de París. Posteriormente se trasladó a la Universidad de Nueva York y obtuvo su maestría en dirección. En 2008, debutó como directora con el cortometraje Red Hope en 2008. Luego escribió el guion del largometraje Al Yasmine con el apoyo del taller Dubai Film Connection.
En 2010, decidió viajar a Túnez, con el largometraje Under the Elbow. Sin embargo, no lo hizo debido a la agitación política en el país africano. En 2014 dirigió su segundo cortometraje Rainbow. Se presentó en julio de 2014 en el Ciclo Rares & Tunisiens. En 2016, escribió y dirigió la película de comedia Woh.. En 2019 fundó la productora 'Madame Prod' en la que desarrolla y apoya proyectos para mujeres y cine de género.

## Filmografía
| Año  | Título        | Rol                  | Genre        | Ref.  |
| ---- | ------------- | -------------------- | ------------ | ----- |
| 2008 | On Your Grave | Productora           | Cortometraje |       |
| 2012 | Mon 14        | Directora            | Documental   |       |
| 2013 | Get Married   | Directora, guionista | Cortometraje | [ 6 ] |
| 2015 | Rainbow       | Directora, guionista | Cortometraje |       |
| 2016 | WOH!          | Directora, guionista | Película     | [ 7 ] |
| 2018 | Breaking News | Directora, guionista | Cortometraje | [ 8 ] |